# Michel Pagliaro
Michel Armand Guy Pagliaro (Montreal, 9 november 1948) is een Canadees rockzanger, songwriter en gitarist.

## Carrière
Pagliaro's eerste nationale hit was zijn single Give Us One More Chance (1970). Andere aanzienlijke hits waren Lovin' You Ain't Easy (1971), Rainshowers (1972), Some Sing Some Dance (1972) en What The Hell I Got (1975). Pagliaro was de eerste Canadese artiest die top 40-hits scoorde in de Engelse en Franse taal in de Canadese pophitlijst. Pagliaro produceerde ook het eerste album van de band Les Fous de la Reine van zijn zoon Roman, die de beide talentenjachten Musiqualité en Diapason won in 2014. Hun eerste twee singles La Guillotine en La face cachée de la neige kregen positieve reacties en werden regelmatig gespeeld bij commerciële radiostations, met name bij CKOI-FM. 

## Onderscheidingen
In 1975 werd Pagliaro genomineerd voor een Juno Award als «Best Vocalist of the Year». Hij kreeg de Governor General's Performing Arts Award voor Lifetime Artistic Achievement, de hoogste Canadese onderscheiding voor dramatische kunst in 2008. Zijn song J'entends frapper, een grote hit in Quebec, werd opgenomen in de Canadian Songwriters Hall of Fame in 2010. In 2002 was Pagliaro de ontvanger van de National Achievement Award tijdens de jaarlijkse Francophon SOCAN Awards in Montreal.

## Discografie

### Singles
- 1966:	On est heureux – J'ai cru à mon rêve - (met Les Tallmud) (RCA Victor)
- 1966: Personne ne sait – Pour vous 	Miracle - (met Les Chanceliers)
- 1966: Tu peux t'en aller – Non ce n'est pas fini - (met Les Chanceliers) (Trans-Canada)
- 1967:	Le p'tit Poppy – La génération d'aujourd'hui - (met Les Chanceliers) (Citation)
- 1967:	Toi jeune fille – Seul trop longtemps - (met Les Chanceliers) (Citation)
- 1967:	Oogum boogum – La fille dont je rêve - (met Les Chanceliers) (Citation)
- 1967:	Noel blanc – L'enfant au tambour - (kant a door Les Chanceliers, kant 4 door César Et Les Romains) (Citation)
- 1967:	À Paris la nuit – Attends tu verras - - (met Les Chanceliers) (Citation)
- 1968:	Boule de suie – Herménégylde Godefroy - - (met Les Chanceliers) (Citation)
- 1968:	Les vacances (met Renée Martel) – Tous les arbres sont en fleurs - (door Renée Martel) (Citation)
- 1968:	Comme d'habitude – Sunny (DSP)
- 1968:	Spooky – Jojo le clown (DSP)
- 1968:	Ton nom imprimé sur mon cœur – Dum dum dum (DSP)
- 1968:	Hey Jude – Ils dépensent tout - (met François d'Assise) (DSP)
- 1968:	Saint Nicolas – Le petit enfant saint (DSP)
- 1968:	Que le monde est beau (Promodisc opgenomen bij one face) (DSP)
- 1969:	Comme d'habitude – Sunny – À Paris la nuit (met Les Chanceliers) – Un enfant (met Les Chanceliers) (DSP) Super 4 	compilatie
- 1969:	Spooky (met François d'Assise) – Jojo le clown (met François d'Assise) – Les vacances (met Renée Martel) – Tous les arbres sont en fleur (met Renée Martel) (DSP) Super 4 Compilatie
- 1969:	Avec la tête, avec le cœur – Que le monde est beau (Spectrum)
- 1969:	À t'aimer – Marguerite (Spectrum)
- 1969:	C'est l'été – Vous - (met Renée Martel) (Spectrum)
- 1969:	Pour toi, pour toi – Mama river (Spectrum)
- 1970:	Na na hey hey goodbye – Delta lady - (met Nanette Workman)(Spectrum)
- 1970:	L'amour est là – Toute la nuit (Spectrum)
- 1970:	J'ai marché pour une nation – Oui c'est bien facile (Spectrum)
- 1970:	Walking across the nation – Miami roads (Hippopotamus)
- 1970:	Give us one more chance – Good feelings all over (Much)
- 1970:	We're dancing 'til it blows over – I wanna turn you on (Much)
- 1971:	M'lady – Dans le même ton (AMI Records)
- 1971: Lovin' you ain't easy – She moves light (Much)
- 1972:	Mon cœur – Pagliaro (AMI Records)
- 1972:	Rainshowers – It ain't the way (Much)
- 1972:	Revolution – Illusion (Much)
- 1972:	Some sing, some dance – Magic moments (Much)
- 1972:	Safari – Ayala red - (met de band Mighty) (Much)
- 1972:	J'entends frapper – Chez moi (RCA Victor)
- 1973:	Fou de toi – Prisonnier d'enfer (RCA Victor)
- 1973:	Run along, baby – You gotta make it (Much)
- 1973:	Sure, maybe – Northern star (Much)
- 1973:	Miss Ann – Notre côté B (met les Rockers) (Much)
- 1974:	Faut tout donner – Histoire d'amour (RCA Victor)
- 1974:	Killing time – It's all over now (RCA Victor)
- 1974:	Toute la nuit – Plus fort (Quinze cent trente quatre)
- 1974:	Bébé tu m'fais flipper quand tu joues mon gazou – Illusion (RCA Victor)
- 1975:	Ti-bidon – Fièvre des tropiques (RCA Victor)
- 1975:	Ça va brasser – Comment (RCA Victor)
- 1975:	Comme d'habitude – Avec la tête, avec le cœur - (heruitgave, eerder uitgebracht materiaal) (Millionaires)
- 1975:	Pour toi, pour toi – À t'aimer - (heruitgave, eerder uitgebracht materiaal) (Millionaires)
- 1975:	J'entends frapper – Fou de toi - (heruitgave, eerder uitgebracht materiaal) (Millionaires)
- 1975:	Ti-Bidon – Mon cœur - (heruitgave, eerder uitgebracht materiaal) (Millionaires)
- 1975:	J'ai marché pour une nation – Ton nom imprimé dans mon cœur - (heruitgave, eerder uitgebracht materiaal) (Millionaires)
- 1975:	M'lady – L'amour est là - (heruitgave, eerder uitgebracht materiaal) (Millionaires)
- 1975:	What the hell I got – Get down (Columbia Records)
- 1975:	Dans la peau – El chicano (CBS Records)
- 1975:	J'entends frapper – Dans la peau (Europese uitgave)	(CBS Records)
- 1975:	I don't believe it's you – Walking the dog (Columbia Records)
- 1976:	Louise – Nobody (Columbia Records)
- 1976:	Louise – Château d'Espagne (CBS Records)
- 1976:	Émeute dans la prison – Si tu voulais (CBS Records)
- 1976:	Louise – Si tu voulais (Europese uitgave) (CBS Records)
- 1976:	Last night – Last night (CBS Records)
- 1976:	Last night – Cross your heart (Columbia Records)
- 1977:	Aujourd'hui – Harpo (CBS Records)
- 1977:	Dock of the bay – Dock of the bay (CBS Records)
- 1977:	Dock of the bay – Laser gypsy (CBS Records)
- 1977:	Gloire à nous – C'est ma fête (CBS Records)
- 1977:	Time race – Time race (CBS Records)
- 1977:	Time race – Tied on (CBS Records)
- 1977:	Le temps presse – Time race (Europese uitgave) (CBS Records)
- 1977:	Le temps presse – Rock'n roll (Europese uitgave) (CBS Records)
- 1977:	Happy together – Say you will (Columbia Records)
- 1978:	Spider woman – The stripper (Plastic Poison)
- 1978: T'es pas tout seul à soir – L'ennui cherche l'amour (Disques Martin)
- 1978: C'est comme ça que ça roule dans l'nord – Le p'tit train (Disques Martin)
- 1982:	Travailler – Soleil pour des lunes (Trans-Canada)
- 1982: Bamboo – Romantique (Trans-Canada)
- 1982: Quand on fait l'amour – Cinéma (Trans-Canada)
- 1982: Cadillac – Palisades boogie (Trans-Canada)
- 1982: Romantique – Cadillac (Europese uitgave) (RCA Records)
- 1983:	Body mind soul – Poison in the heart (Europese uitgave) (Big Beat)
- 1983: Rock Billy rock – Travailler (Europese uitgave) (Big Beat)
- 1987:	Les bombes – Dangereux (Aquarius)
- 1988:	L'espion – Insomnie (Alert)
- 1988: Coup de cœur – It's love (Alert)
- 1988: Héros – Juke box (Alert)
- 1990:	Sous peine d'amour – Instrumental (Audiogram)
- 1990: Une vie à vivre – Instrumental (Audiogram)

### Studioalbums
- 1968:	Michel Pagliaro (DSP International 	)
- 1970:	Pagliaro (Spectrum)
- 1970: Première époque (Spectrum) - album bevat voor de eerste keer enkele singles opgenomen tussen 1966 en 1970.
- 1971:	Pagliaro alias Rainshowers (Much) - heruitgebracht in 1976 bij Amber)
- 1972:	PAG (RCA Victor)
- 1974:	Rockers (RCA Victor)
- 1974: Pagliaro a.k.a. Ça va brasser (RCA Victor)
- 1975:	Pagliaro I (Columbia Records)
- 1975: Pagliaro (CBS Records)
- 1976:	Aujourd'hui (CBS Records)
- 1977:	Time Race (Columbia Records)
- 1978:	Rock'n roll (Martin)
- 1980:	The Rockers (Europese uitgave)(RCA Records)
- 1981:	Bamboo (Trans-Canada)
- 1988:	Sous peine d'amour (Alert Music) - heruitgebracht in 1990, het nummer It's love werd vervangen door Les bombes en Rock somebody door Dangereux (Audiogram).

### Livealbums
- 1973:	Pagliaro Live (RCA Victor)
- 2005:	Live à Québec (Earth Born Entertainment)

### Compilaties
- 1970:	Rock 'n roll (Citation)
- 1971:	Michel Pagliaro (Trans-World)
- 1972:	M'Lady (Trans-World)
- 1973:	21 disques d'or (Les Archives du Disque Québécois)
- 1975:	17 grands succès (Production Multi-Pop)
- 1981:	PAG (Europese uitgave) (Big Beat)
- 1982:	ROCK avec PAG (K-Tel)
- 1987:	Avant (Aquarius)
- 1995:	Hit Parade (2cd's) (Audiogram)
- 1997:	Goodbye Rain (Disques @)
- 2000:	Pag (Mediarock)
- 2011:	Pag collection - Tonnes de flashs (13 cd-boxset) (Musicor)
- 2015:	Greatest Hits (10 Engelstalige songs) (MediaRock)

- Bibliothèque nationale de France: cb138981826 (data)
- Gemeinsame Normdatei: 134682246
- International Standard Name Identifier: 0000 0000 7374 8811
- Library of Congress Control Number: no2007060366
- MusicBrainz: bf816840-98ed-43b2-9b5a-a3c4fbb27726
- Virtual International Authority File: 58858610
- WorldCat: E39PBJyx9TDDFrWXxqgQpwjgrq